# Кызылшарык (Жамбылская область)
Кызылшары́к (каз. Қызылшарық) — село в Жамбылском районе Жамбылской области Казахстана, входит в состав Каратобинского сельского округа. Код КАТО — 314051500.

## География
Село расположено в южной части Жамбылского района, в 4 километрах к западу от областного центра города Тараз, в 2 километрах к западу от административного центра сельского округа села Бектобе, в 19 километрах к юго-востоку от районного центра села Аса. Ближайшая железнодорожная станция Кумшагал — расположена в 7 километрах к юго-востоку от села (по дороге — 15,2 км). Соседние населённые пункты: Бектобе в 2 километрах к востоку, Байтерек в 5 километрах к югу. Транспортное сообщение осуществляется по автодороге А-2. Высота центра населённого пункта — 645 метров над уровнем моря.

## Население
| Численность населения | Численность населения | Численность населения |
| 1989                  | 1999                  | 2009                  |
| --------------------- | --------------------- | --------------------- |
| 968                   | ↗1206                 | ↘634                  |